# Sixten Isberg
Sixten Isberg, född 8 februari 1921 i Åre, död 10 juni 2012 i Östersund, var en av Sveriges främsta slalomåkare under sin aktiva tid under 1930-, 1940- och 1950-talen då han tävlade för Åre SLK. 
Han deltog i vinter-OS 1948 i Sankt Moritz, där han kom 10:a i slalom och på 30:e plats i störtloppet, och 1952 i Oslo där han kom på 30:e plats i storslalomtävlingen och på 34:e plats i störtloppet. 
Hans främsta framgångar är som svensk mästare i slalom 1941, 1945 och 1949.